# Liste des guerres de l'Italie
Cette liste regroupe les guerres et conflits ayant vu la participation de l’Italie depuis la proclamation du royaume en 1861. Voici une légende facilitant la lecture de l'issue des guerres ci-dessous :
- Victoire italienne
- Défaite italienne
- Autre résultat (par exemple un traité ou une paix sans un résultat clair, un statu quo ante bellum, un résultat inconnu ou indécis)
- Conflit en cours

## Royaume d'Italie
| Début              | Fin               | Nom du conflit                              | Belligérants | Belligérants                                                                                        | Lieu                                                                            | Issue |
| Début              | Fin               | Nom du conflit                              | Alliés (y compris l’Italie) | Ennemis                                                                                             | Lieu                                                                            | Issue |
| ------------------ | ----------------- | ------------------------------------------- | --- | --------------------------------------------------------------------------------------------------- | ------------------------------------------------------------------------------- | --- |
| 20 juin 1866       | 12 aout 1866      | Troisième guerre d'Indépendance italienne   | Royaume d'Italie | Empire d'Autriche                                                                                   | Vénétie et Trentin                                                              | Victoire italienne L'Italie annexe la Vénétie. |
| 20 septembre 1870  | 20 septembre 1870 | Prise de Rome                               | Royaume d'Italie | États pontificaux                                                                                   | Rome                                                                            | Victoire italienne L'Italie annexe Rome. |
| décembre 1885      | octobre 1896      | Première guerre italo-éthiopienne           | Royaume d'Italie | Empire d'Éthiopie                                                                                   | Éthiopie                                                                        | Victoire éthiopienne Traité d’Addis-Abeba |
| 2 novembre 1899    | 7 septembre 1901  | Guerre des Boxers                           | Alliance des huit nations : Royaume d'Italie Empire du Japon Empire russe Royaume-Uni de Grande-Bretagne et d'Irlande États-Unis Empire allemand France Autriche-Hongrie | Boxers Empire de Chine                                                                              | Chine                                                                           | Victoire de l'Alliance. Protocole de paix Boxer. Discrédit de la dynastie Qing                                                                                  |
| 29 septembre 1911  | 18 octobre 1912   | Guerre italo-turque                         | Royaume d'Italie | Empire ottoman                                                                                      | Libye, Mer Égée                                                                 | Victoire italienne L'Italie annexe la Libye et le Dodécanèse.                                                                                                   |
| 4 août 1914        | 11 novembre 1918  | Première Guerre mondiale (La Grande Guerre) | Triple-Entente : France Royaume-Uni de Grande-Bretagne et d'Irlande Royaume de Serbie Royaume de Belgique Empire du Japon Royaume du Monténégro Empire russe (jusqu'en 1917) Royaume d'Italie (depuis mai 1915) Portugal (depuis mars 1916) Royaume de Roumanie (depuis 1916) États-Unis (depuis avril 1917) Cuba (depuis avril 1917) Bolivie (depuis avril 1917) Royaume de Grèce (depuis juillet 1917) Siam (depuis juillet 1917) Liberia (depuis août 1917) République de Chine (depuis août 1917) Pérou (depuis octobre 1917) Uruguay (depuis octobre 1917) Brésil (depuis octobre 1917) Équateur (depuis décembre 1917) Panama (depuis décembre 1917) Guatemala (depuis avril 1918) Nicaragua (depuis mai 1918) Costa Rica (depuis mai 1918) Haïti (depuis juillet 1918) Honduras (depuis juillet 1918) | Triple-Alliance : Empire allemand Autriche-Hongrie Empire ottoman Royaume de Bulgarie (depuis 1915) | Europe, Afrique, Moyen-Orient, Chine, Océanie Océan Pacifique, Océan Atlantique | Victoire de la Triple-Entente Traité de Brest-Litovsk Traité de Versailles Traité de Saint-Germain-en-Laye Traité de Neuilly Traité de Trianon Traité de Sèvres |
| 2 octobre 1935     | 5 mai 1936        | Seconde guerre italo-éthiopienne            | Royaume d'Italie | Empire d'Éthiopie                                                                                   | Éthiopie                                                                        | Victoire italienne Annexion de l’Empire d'Éthiopie par l'Italie Création de l'Afrique orientale italienne                                                       |
| 18 juillet 1936    | 1er avril 1939    | Guerre d'Espagne                            | Nationalistes espagnols Royaume d'Italie Reich allemand | République espagnole Union soviétique                                                               | Espagne                                                                         | Victoire nationaliste |
| 7 avril 1939       | 12 avril 1939     | Invasion de l'Albanie                       | Royaume d'Italie | Royaume albanais                                                                                    | Albanie                                                                         | Victoire italienne L'Italie occupe l'Albanie. |
| 1er septembre 1939 | 2 septembre 1945  | Seconde Guerre mondiale                     | Royaume d'Italie Reich allemand Empire du Japon | France Royaume-Uni États-Unis Pologne Canada Union soviétique et autres...                          | Europe, Afrique, Moyen-Orient, Chine, Océanie Océan Pacifique, Océan Atlantique | Défaite de l'Axe Proclamation de la République italienne. |

## République italienne
| Début             | Fin             | Nom du conflit                 | Belligérants | Belligérants | Lieu                                  | Issue |
| Début             | Fin             | Nom du conflit                 | Alliés (y compris l’Italie) | Ennemis | Lieu                                  | Issue |
| ----------------- | --------------- | ------------------------------ | --- | --- | ------------------------------------- | --- |
| 2 août 1990       | 28 février 1991 | Guerre du Golfe                | Coalition : Australie Belgique Canada Argentine Corée du Sud États-Unis Espagne France Grèce Allemagne Pays-Bas Nouvelle-Zélande Arabie saoudite Bangladesh Turquie Royaume-Uni Bahreïn Égypte Émirats arabes unis Danemark Koweït Kurdistan irakien Oman Italie Honduras Hongrie Maroc Nigeria Niger Norvège Pakistan Portugal Pologne Roumanie Sénégal Sierra Leone Singapour Suède Syrie Tchécoslovaquie | Irak | Irak, Koweït, Arabie saoudite, Israël | Victoire de la Coalition, imposition de sanction à l'encontre de l'Irak, retrait des forces d'invasion irakiennes du Koweït |
| 6 mars 1998       | 10 juin 1999    | Guerre du Kosovo               | Armée de libération du Kosovo OTAN : Allemagne Belgique Canada Espagne États-Unis République tchèque Danemark France Italie Luxembourg Norvège Pays-Bas Portugal Royaume-Uni Turquie | RF Yougoslavie | Kosovo                                | Résolution 1244 du Conseil de sécurité des Nations unies                                                                    |
| 7 octobre 2001    | 30 août 2021    | Guerre d’Afghanistan           | FIAS : Albanie Allemagne Australie Belgique Canada Croatie Danemark Espagne États-Unis France Italie Lituanie Norvège Nouvelle-Zélande Pakistan Pologne Portugal République tchèque Roumanie Royaume-Uni Suède Turquie | Talibans Réseau Haqqani Al-Qaïda Mouvement islamique d'Ouzbékistan Hezb-e-Islami Gulbuddin Lashkar-e-Toiba Jaish-e-Mohammed Hizbul Mujahideen (en) Tehrik-e-Taliban Pakistan | Afghanistan                           | Victoire des Talibans Chute de la république islamique d'Afghanistan                                                        |
| 15 février 2011   | 23 octobre 2011 | Guerre civile libyenne         | Conseil national de transition ONU Qatar Émirats arabes unis Jordanie Soudan Égypte Tunisie OTAN : France Royaume-Uni États-Unis Canada Belgique Italie | Jamahiriya arabe libyenne | Libye                                 | Victoire des coalisés Chute de la Jamahiriya arabe libyenne                                                                 |
| 19 septembre 2014 | —               | Guerre contre l'État islamique | Coalition internationale : Allemagne Arabie saoudite Australie Bahreïn Belgique Canada Danemark Égypte Émirats arabes unis Espagne États-Unis France Irak Italie Jordanie Koweït Liban Nouvelle-Zélande Pays-Bas Qatar Royaume-Uni Turquie Syrie Iran | État islamique | Syrie et Irak                         | En cours |